# Edwin Chadwick
Edwin Chadwick (ur. 24 stycznia 1800 w Longsight, zm. 6 lipca 1890 w East Sheen) – angielski reformator społeczny, działający na rzecz poprawy warunków sanitarnych w Wielkiej Brytanii, zmian w prawie o ubogich, utylitarysta.

## Życiorys
Edwin Chadwick urodził się niedaleko Manchesteru jako syn radykalnego dziennikarza. Jego młodszym bratem przyrodnim był Henry Chadwick, który wyemigrował do Stanów Zjednoczonych, gdzie został „ojcem baseballu”.
Po skończeniu szkół, odbywał praktykę prawniczą w Middle Temple w Londynie (1823–1830).
W tym czasie interesował się także pracami parlamentu, działalnością różnych instytucji publicznych, jak i zawierał znajomości z filozoficznymi radykałami, m.in. z Johnem Stuartem Millem i innymi zwolennikami utylitaryzmu. Wtedy też spotkał reformatora Thomasa Southwooda Smitha, dzięki któremu bliżej poznał problemy zdrowia publicznego. W 1830 poznał samego Jeremy’ego Benthama i został jego osobistym sekretarzem. Bentham zmarł dwa lata później, pozostawiając Chadwickowi pensję i swoją bibliotekę, w zamian za dokończenie i kontynuacje jego prac. Chadwick jednak nie skorzystał z tej propozycji i skierował się ku karierze politycznej, z zamiarem przebudowy brytyjskich instytucji publicznych w duchu utylitarnym.
W 1830 wybory wygrali wigowie, którzy dążyli do wprowadzenia szeregu reform społecznych, m.in. w zakresie pracy dzieci w fabrykach czy nadużyć związanych z prawem o ubogich. W 1832 Chadwick został ekspertem w dwóch nowych królewskich komisjach dotyczących tym zagadnień, starając się w nich wprowadzać zasady filozofii Benthama. Znalazło to odzwierciedlenie w przygotowywanych przez Chadwicka raportach.
Chadwick był głównym autorem raportu w sprawie prawa o ubogich (1834), który stał się podstawą nowelizacji Prawa o ubogich w 1834 (Poor Law Amendment Act). Wskazywał w nim, że ubodzy, aby otrzymać zasiłek powinni być w gorszej sytuacji aniżeli najniżej płatni robotnicy. Raport wskazywał też, że warunki w workhousach, w których miano przetrzymywać ubogich, którzy otrzymywali zasiłek, miały być tak surowe, by chciały w nich przebywać osoby rzeczywiście najbardziej potrzebujące (workhouse test). Chadwick uważał, że nowe prawo oddziela uczciwych ubogich, starających się pracować, od ludzi leniwych. Poprzez swoje prace nad tą reformą, Chadwick zdobył sobie wielu wrogów wśród ubogich i osób zainteresowanych poprawieniem ich losu.
Komisja zajmująca się pracą dzieci w fabrykach zebrała obszerny materiał na temat warunków ich pracy. Raport ukazał się w 1833, a wkrótce potem uchwalono Prawo o fabrykach (Factory Act) zakazujące pracy dzieci poniżej 9 roku życia, oraz ograniczający pracę dzieci w wieku 9–13 lat do 8 godzin dziennie. Chadwick został sekretarzem komisji, jednak bez realnej władzy i z rosnącym rozczarowaniem obserwował w jaki sposób instytucja prowadziła do wypaczeń w stosowaniu nowych regulacji. Mając nadzieję na dalsze reformy, podjął się badań w nowych obszarach: policji i zdrowia publicznego. Raport o wiejskiej policji ukazał się w 1839, ale miał niewielki wpływ na nowe prawo (Rural Constabulary Act, 1839). Wbrew rekomendacjom Chadwicka (i pismom Benthama) nie zbudowano scentralizowanej policji, lecz oddano utrzymywanie porządku nieopłacanym władzom lokalnym.

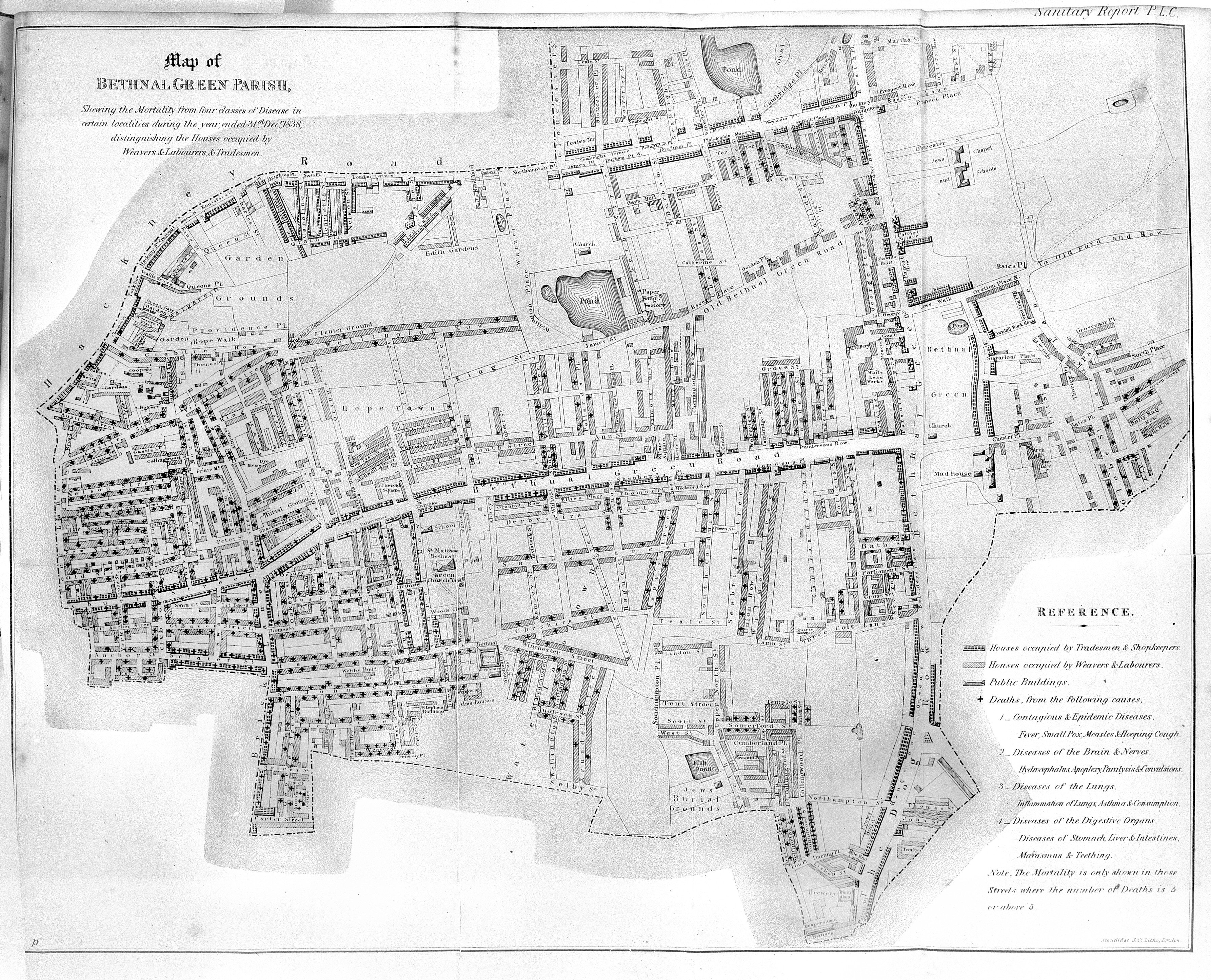
Przygotowana przez Chadwicka mapa Bethnal Green w Londynie przedstawiająca śmiertelność wskutek czterech chorób (1838)

Najważniejszym dziełem Chadwicka był raport o warunkach zdrowotnych robotników (Report on the Sanitary Condition of the Labouring Population, 1842). Raport zbierał liczne statystyki i opinie ekspertów medycznych, prezentując całościowo problem i stawiając tezę o związku stanem zdrowia populacji a ubóstwem. Za główne czynniki wpływające na problemy zdrowotne uznano przeludnienie i brak infrastruktury sanitarnej. Zgodnie z wynikami raportu, Chadwick podjął działania mające skłonić rząd do budowy kanalizacji i doprowadzenia świeżej wody do dużych skupisk ludności, jednak bez większych sukcesów, ponieważ władzę sprawowali wtedy konserwatyści, niechętni reformom społecznym. Inne działania Chadwicka w tym czasie obejmowały kontrolę stanu cmentarzy w Londynie (Interment Report, 1843). Chadwick uważał się za twórcę i przywódcę ruchu higieny publicznej, wchodząc w konflikty z pozostałymi reformatorami, którzy głosili takie hasła (m.in. Southwoodem Smithem).

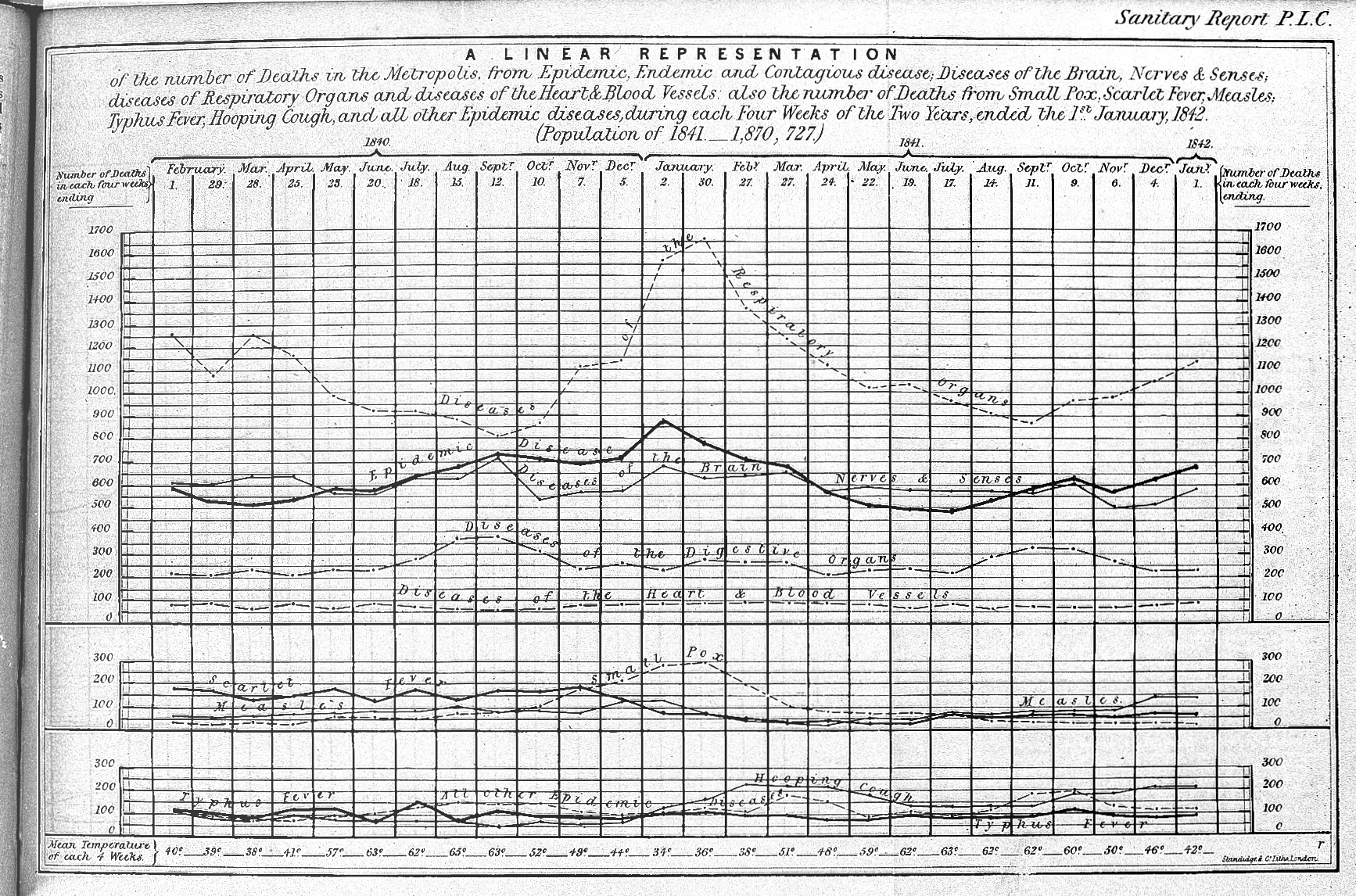
Wykres śmiertelności w Londynie (1840–1842). Fragment Report on the Sanitary Condition of the Labouring Population

Nadzieje na reformy odżyły wraz z powrotem wigów do władzy. Wybuch nowej epidemii cholery pokazał konieczność zmian w zdrowiu publicznym i w 1848 uchwalono prawo mające zaradzić wskazanym przez Chadwicka problemom sanitarnym (Public Health Act). Chadwick wraz z hrabią Shaftesbury zaczęli pracować nad reformą infrastruktury sanitarnej. Otworzono drogę do powoływania lokalnych komisji sanitarnych, które miały zajmować się melioracją, kanalizacją i doprowadzaniem bieżącej wody (dotychczas to parlament indywidualnie przyznawał takie uprawnienia konkretnym władzom). Sama centralna komisja w której zasiadał Chadwick miał uprawnienia władczego interweniowania na obszarach, gdzie śmiertelność przekraczała 23 na 1000 osób. Narastająca krytyka tych działań (w szczególności: wkraczanie w kompetencje władzy lokalnych oraz marginalizowanie lekarzy w pracach komisji) doprowadziła do złożenia Chadwicka z urzędu w 1854. Oskarżano go o nadmierny entuzjazm w dokonywaniu reform społecznych i wspieranie centralizacji władzy oraz wzmacnianie pozycji rządu względem obywateli i lokalnych wspólnot. Komisję Chadwicka nazywano „tyrańską administracją”, a „The Times” wskazywał że lepiej jest ryzykować zachorowanie na cholerę, niż przez zastraszenie być przymuszonym do zdrowia (to be bullied into health). Chociaż nowy skład komisji odstąpił początkowo od centralizacyjnych działań, to kolejna epidemia cholery, jeszcze w 1854, spowodowała powrót do jeszcze bardziej aktywnej administracji.
Chadwick pozostał aktywnym działaczem na rzecz zdrowia publicznego do końca życia, chociaż już nigdy nie sprawował publicznego, płatnego urzędu. Zajmował się też innymi projektem reformy systemu edukacji, zgodnie z którym nauka miała być łączona pół na pół z ćwiczeniami fizycznymi i szkoleniem wojskowym czy zabierał głos podczas Wielkiego Smrodu (katastrofy ekologicznej na Tamizie w 1858). Był członkiem Social Science Association. Bezskutecznie ubiegał się o wybór do parlamentu. W 1889 został mu przyznany tytuł szlachecki.

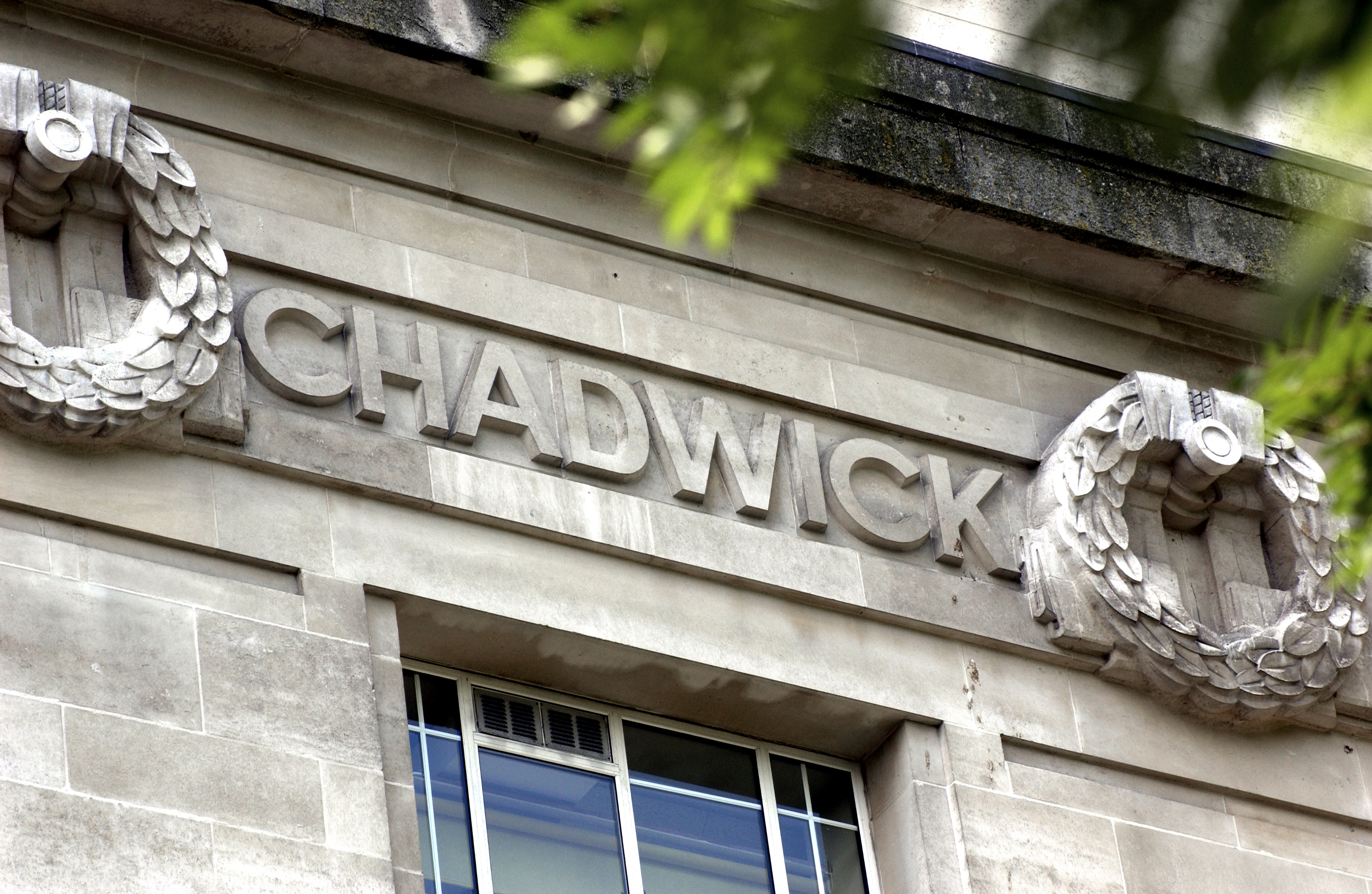
Nazwisko Chadwicka na fryzie budynku London School of Hygiene & Tropical Medicine

Zmarł w 1890 zostawiając 47000 funtów spadku, przekazanego w większości na coroczną nagrodę dla lokalnych władz zajmujących się zdrowiem publicznym, przyznawaną tym, którzy w największym stopniu obniżyli wskaźnik śmiertelności.
Jest dzisiaj uznawany za pioniera brytyjskiego państwa opiekuńczego.